# Запрошення у Всесвіт
Запрошення у Всесвіт: Астрофізичний тур (англ. Welcome to the Universe: An Astrophysical Tour) — науково-популярна книга Ніла Деграса Тайсона, Майкла Строса та Джона Річарда Готта, заснована на вступному курсі астрофізики, який автори спільно викладали в Принстонському університеті. Книга опублікувало 20 вересня 2016 видавництво Princeton University Press.

## Зміст
Книга складається з трьох частин, написаних по одній кожним зі співавторів. У частині I «Зорі, планети, життя» Ніл Деграсс Тайсон розповідає про розміри й масштаби Всесвіту, орбіти планет, еволюцію зір, їхній спектр і випромінювання, про транснептунові об'єкти й пошук життя у Всесвіті.
Частина II «Галактики» належить авторству Майкла Стросса й оповідає про міжзоряне середовище, Чумацький Шлях та інші галактики, еволюцію Всесвіту та його розширення, а також про квазари й надмасивні чорні діри.
Частина III книги — «Ейнштейн і Всесвіт» — написана Джоном Річардом Готтом. У цій частині Готт пише про шлях Ейнштейна до теорії відносності, торкається наслідків спеціальної теорії відносності, розповідає про загальну теорію відносності. Ще кілька розділів третьої частини присвячені чорним дірам, космічним струнам, кротовинам і можливості подорожі в часі, границям Всесвіту та Великому вибуху. Автор також розмірковує про майбутнє людства у Всесвіті.

## Відгуки
«Запрошення у Всесвіт» здобуло високі оцінки літературних критиків. Книжковий рецензент Kirkus Reviews назвав книгу цікавим вступом до астрономії, доступним і вичерпним оглядом нашого Всесвіту від трьох видатних астрофізиків. Джон Тимпейн з Philadelphia Inquirer назвав книгу «добре ілюстрованим туром, що включає Плутон, питання розумного життя і нескінченності Всесвіту». Рецензія в Publishers Weekly дає високу оцінку роботі вчених та порівнює читання книги з екскурсією музеєм, в якому експонати представлені у вигляді законів руху Ньютона, питання розумного життя, нескінченності Всесвіту та способів вимірювання простору між об'єктами в космосі. Книга, за оцінкою видання, подає інформацію в цікавій формі й веде читачів від нашої Сонячної системи до краю видимого Всесвіту, одночасно розповідаючи про те, що треба знати про космос.